# Agrotis angustipennis
Agrotis angustipennis är en fjärilsart som beskrevs av Barbel. Agrotis angustipennis ingår i släktet Agrotis och familjen nattflyn. Inga underarter finns listade i Catalogue of Life.